# Tőzsdecápák
A Tőzsdecápák (Wall Street) egy 1987-ben bemutatott filmdráma Oliver Stone rendezésében. Michael Douglas a filmben nyújtott alakításáért elnyerte a legjobb férfi főszereplőnek járó Oscar-díjat.

## Történet
Bud Fox New York-i tőzsdeügynök arról álmodozik, hogy egyszer egy igazán nagy üzletet köt. Példaképe Gordon Gekko a sikeres, gátlástalan üzletember. Apja a Blue Star repülőgép-társaságnál dolgozik, mint szakszervezeti vezető, aki nem ért egyet a fia törekvéseivel. Bud Fox Gordon Gekko születésnapján személyesen látogat el irodájába, hogy üzletet ajánlhasson Gekkónak. Gekko fogadja, de Bud nem igazán tudja felkelteni Gekko figyelmét. Ekkor Bud megoszt vele egy bennfentes információt a Blue Starról, amit az apja mesélt neki. Gekko úgy dönt üzletet köt Buddal, és megbízást ad neki részvényvásárlásra. Gekko szárnyai alá veszi Budot, és arra kéri, hogy további bennfentes információkat szerezzen. Bud örül a sikernek és egyre bátrabban alkalmazza Gekko módszereit. Megismerkedik Darien Taylorral, Gekko egyik ismerősével. Egy nap Bud megkéri Gordont, hogy egy üzletben a társa lehessen. Bud terve, hogy a Blue Start megveszik és felfejlesztik. Gekko belemegy az üzletbe. Később Bud számára kiderül, hogy átverték, mert Gekko nem fejleszteni, hanem kisemmizni akarja a légitársaságot. Bud szembefordul Gekkóval és egy másik befektető, Sir Larry Wildman, segítségét kérve, megakadályozza a Blue Star eladását. Gekko meglepődik, amikor esnek a részvényárak, de csak később jön rá, hogy az ügylet mögött ki áll. Bud összeveszik Dariennel, mert szembefordult Gekkóval. A lány elhagyja emiatt. Gekko feljelenti Budot a tőzsdefelügyeletnél. Bud találkozik Gekkóval a Central Parkban, ahol Gekko több illegális üzletről is beszél. A tőzsdefelügyelettel együttműködve Bud lehallgatót viselt a találkozó alatt cserébe, hogy enyhítik a büntetését. A film végén Bud a bíróság épülete felé tart, hogy feleljen a törvénysértések miatt.

## Szereplők
| Szereplő          | Színész          | Magyar hang, 1. szinkron | Magyar hang, 2. szinkron |
| ----------------- | ---------------- | ------------------------ | ------------------------ |
| Gordon Gekko      | Michael Douglas  | Uri István               | Dörner György            |
| Bud Fox           | Charlie Sheen    | Lux Ádám                 | Epres Attila             |
| Darien Taylor     | Daryl Hannah     | Für Anikó                | Németh Borbála           |
| Carl Fox          | Martin Sheen     | Juhász Jácint            | Szokolay Ottó            |
| Sir Larry Wildman | Terence Stamp    | Matus György             | Szersén Gyula            |
| Roger Barnes      | James Spader     | Laklóth Aladár           | Dózsa Zoltán             |
| Marvin            | John C. McGinley | Kautzky Armand           | Kautzky Armand           |
| Lou Mannheim      | Hal Holbrook     | Dobránszky Zoltán        | Perlaki István           |
| Chuckie           | Chuck Pfeiffer   | Malcsiner Péter          | Seder Gábor              |
| Kate Gekko        | Sean Young       | Hámori Ildikó            | Németh Kriszta           |

## Díjak, jelölések
- Oscar-díj  (1988)
  - díj: legjobb férfi főszereplő – Michael Douglas
- Golden Globe-díj (1988)
  - díj: legjobb férfi főszereplő (filmdráma) – Michael Douglas
- Arany Málna díj (1988)
  - díj: legrosszabb női mellékszereplő – Daryl Hannah